# 乌纳 (巴西)
乌纳（葡萄牙語：Una）是巴西巴伊亚州的一个市镇。总面积1159.525平方公里，总人口36734人，人口密度31.7人/平方公里。